# Jim Ross
Pour les articles homonymes, voir JR.
James William "Jim" Ross (né le 3 janvier 1952 à Fort Bragg) est un commentateur de catch professionnel, un dirigeant exécutif à la World Wrestling Entertainment, un ancien arbitre de catch professionnel et un restaurateur. Jim Ross est considéré comme étant l'un des plus grands commentateurs de catch, et est décrit comme étant la voix de la WWE (World Wrestling Entertainment).
En plus de sa fonction de commentateur, il s'occupe de l'aspect recrutement de la WWE. Jim Ross fut intronisé au WWE Hall of Fame en 2007 par son ami le catcheur Stone Cold Steve Austin.
Il était également le gérant d'une rôtisserie, le J.R.'s Family Bar-B-Q à Oklahoma City, jusqu'à ce que cette dernière ne ferme en mai 2010.

## Carrière

### Débuts comme arbitre
Lors de ses études à la Westville High School, Ross était le joueur de premier but dans l'équipe de baseball de Westville, Oklahoma. Ross était désigné deux fois all-conference football player pour les Westville Yellojackets lors de la saison 1968-1969. Ses grands-parents maternels possédaient leur propre épicerie à Westville, Oklahoma et son grand-père paternel, Dee Ross, possédait une brasserie et était charpentier.
Durant ses études à l'université, Ross passe généralement son temps à commenter sur la radio de l'université. Jim travaille pour la première fois dans le domaine du catch professionnel à la NWA Mid-South Wrestling en tant qu'arbitre en 1974. Il reste dans cette fédération comme arbitre jusqu'en 1977. En 1982, il passe aussi une saison en tant que commentateur pour les Atlanta Falcons. Peu de temps après, Bill Watts rachète la fédération de Mid-South en 1982, et Ross retourne y travailler, pour devenir au fur et à mesure du temps l'arbitre principal en 1986. Le tout premier match de championnat mondial de la NWA qu'il arbitre oppose Ric Flair à Ted DiBiase. Quand Jim Crockett, Jr., promoteur de catch professionnel, achète la Mid-South (depuis renommée l'Universal Wrestling Federation) et la fusionne avec sa propre fédération, la Jim Crockett Promotions, Ross rejoint la nouvelle compagnie, faisant ainsi équipe avec David Crockett et Tony Schiavone en tant que commentateur pour la National Wrestling Alliance. Ross continue alors à engranger de l'expérience et d'étendre sa notoriété dans le milieu du catch professionnel, tandis que la Jim Crockett Promotions devient la NWA World Championship Wrestling (WCW). En 1991, la promotion quitte la NWA, devenant la WCW.
Ross continue de commenter à la WCW, tandis qu'un nouvel annonceur fut engagé, il s'agit d'Eric Bischoff (futur producteur exécutif de la WCW). Ross et Bischoff ont une relation assez controversée, et lorsque ce dernier est promu producteur exécutif, Ross quitte la WCW. Jim Ross ne reste pas longtemps sans emploi, puisqu'il trouve rapidement une place de commentateur chez la compagnie rivale, la World Wrestling Federation.

### World Wrestling Federation/Entertainment/WWE (1993-2013)

#### Débuts de carrière à la WWF (1993-2002)
Ross est donc engagé par la World Wrestling Federation (plus tard connue sous le nom de World Wrestling Entertainment et depuis peu sous le nom de WWE). Il fait ses débuts télévisés à la table des commentateurs pour WrestleMania IX aux côtés de Randy Savage et de Bobby Heenan,. À noter que Heenan quitte la fédération en 1994, sa collaboration avec Ross est donc courte. Malgré cela, il travaille avec Heenan et Savage en tant que commentateur principal des pay-per-view de la WWF pour WrestleMania IX et le King of the Ring en 1993. Vince McMahon le remplace pour les pay-per-view à partir de SummerSlam 1993.
Ross travaille alors à Radio WWF en tant que présentateur, aux côtés de Gorilla Monsoon (l'homme qu'il avait remplacé à WrestleMania IX). Ils sont rejoints par un coprésentateur, en la personne de Johnny Polo, interviewant Superstars de la WWF et fans. Ross et Monsoon commentent entre autres les Survivor Series à la fin de l'année 1993, et le Royal Rumble 1994 pour Radio WWF.
Jim Ross se fait renvoyer de la WWF en février 1994, deux semaines après sa première paralysie faciale,. Il devient alors commentateur à la Smoky Mountain Wrestling, et aux Falcons d'Atlanta (c'est alors la seconde fois qu'il est aux Falcons en tant que commentateur). À la Smoky Mountain Wrestling, Ross rejoint l'ancien commentateur de la NWA/WCW Bob Caudle.
Quand Vince McMahon est accusé de distribuer des stéroïdes à ses lutteurs en 1994, cette mise en accusation fait qu'il ne peut plus assurer les commentaires de Monday Night Raw. Après quelques semaines avec Gorilla Monsoon en tant que commentateur remplaçant, la WWF ré-engage Ross pour remplacer McMahon aux côtés de Randy Savage durant l'été. Lorsque McMahon est acquitté, Ross quitte de nouveau la fédération. Il retourne de nouveau à la Smoky Mountain Wrestling peu de temps, puisque la WWF le ré-engage début 1995 pour WrestleMania XI. Il rejoint alors l'équipe principale de commentateur durant l'été 1996, et en septembre 1996, Ross fait un heel turn pour la première fois de sa carrière. Durant l'épisode de WWE Raw du 23 septembre 1996, Ross est l'auteur d'une work-shoot promo (interview durant laquelle les termes reflètent la réalité) où il s'exprime sur le président de la WWF, Vince McMahon (il l'interpelle en tant que président, et non plus en tant que simple commentateur pour la première fois des storylines de la WWF). Par la suite, il redevient un personnage face après la mauvaise réception de sa dernière storyline.
À la suite de cet angle, Ross participe à plusieurs programmes de la WWF, tels que WWF Superstars of Wrestling, Action Zone, Raw is War, ou encore WWF Shotgun Saturday Night. Ross devient de nouveau le commentateur principal de la fédération lors de Survivor Series 1997. Il est victime d'une nouvelle paralysie faciale alors qu'il est aux commentaires d'un pay-per-view de la WWF, WWF Capital Carnage à Londres. Ross prend une pause à la suite de cette nouvelle paralysie faciale qui suit le jour de la mort de sa mère. Quelque temps après, Jim Ross affronte son remplaçant, Michael Cole, dans le ring, dans le cadre d'une rivalité. Après plusieurs minutes pendant lesquelles Cole tente de convaincre Ross qu'il n'en a pas après sa place, Ross frappe Cole dans l'entrejambe avant de quitter le ring. La storyline est rapidement abandonnée à la suite de l'échec de la tentative du heel turn de Ross (les fans continuent de supporter Ross et huent Cole).
Il retourne alors à son poste de commentateur de Raw Is War en commençant par le main event de WrestleMania XV. Il forme avec Jerry Lawler le duo de commentateurs de Raw Is War, et ce pendant près de 2 ans, jusqu'au 5 février 2001. À partir de ce moment, Ross est associé à Paul Heyman lors de l'invasion de la WCW et de la ECW, devenant ainsi les deux derniers commentateurs de Raw Is War et les tout premiers commentateurs de WWF RAW.

#### RAW (2002-2008)
Ross est considéré comme « la voix de Raw Is War » durant les Monday Night Wars aux côtés de Jerry Lawler ; soir après soir il s'impose comme l'un des plus grands commentateurs de catch professionnel. Il devient le commentateur de la plus grande fédération de catch en Amérique du Nord à la suite du rachat de la World Championship Wrestling. Après le WWE Brand Extension de mai 2002, Ross travaille exclusivement pour Raw, commentant chaque Raw et pay-per-view exclusifs à Raw, tandis que SmackDown! et les pay-per-view s'y rattachant sont commentés par l'équipe de commentateurs de SmackDown!.
Pendant les six années qui suivent, Ross est concerné par très peu de storylines. À noter que durant cette période, Ross occupe également le poste de vice-président exécutif au niveau des recrutements à la WWF/WWE, poste pour lequel il est chargé du recrutement de nouveaux talents. En 2005, Jim Ross cesse ses activités de recrutement afin de passer plus de temps avec sa famille, et de pouvoir prendre soin de lui.

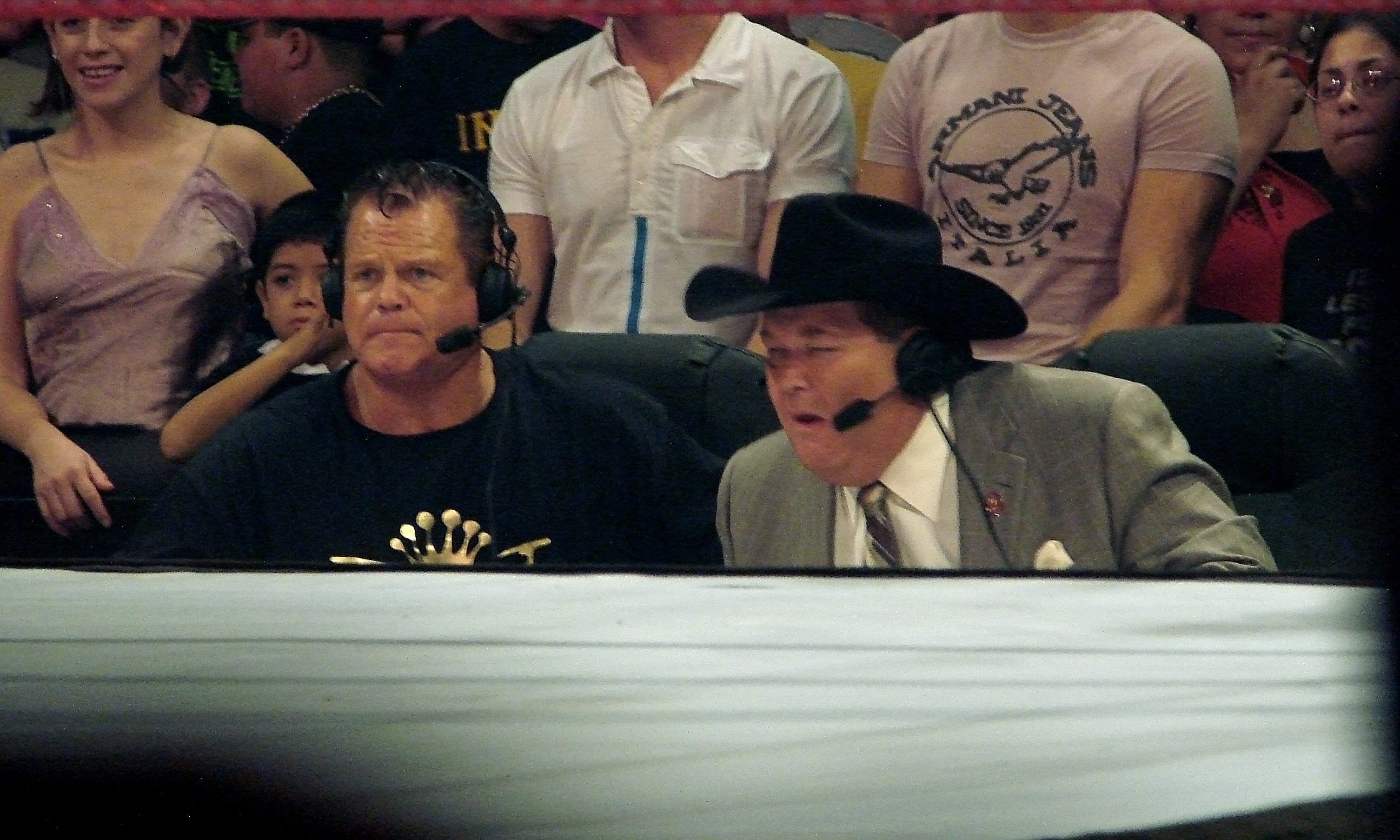
Jim Ross et Jerry « The King » Lawler lors de No Mercy 2007.

C'est entre novembre 2001 et août 2005 que la plus longue période avec le même duo aux commentaires est réalisée. Le duo formé par Ross et Lawler reste près de quatre années consécutives à la table des commentateurs, devenant par ailleurs les derniers commentateurs de WWF Raw et les premiers commentateurs de WWE Raw, à la suite du changement de nom de la fédération.
Le 10 octobre 2005, il se fait renvoyer (kayfabe) par Vince McMahon et Linda McMahon de son poste de commentateur. En réalité, les docteurs ont découvert un sérieux problème au niveau du côlon de Jim Ross, la storyline lui ayant permis de se faire soigner. Jonathan Coachman remplace alors Jim Ross jusqu'en fin d'année 2005, où Coachman est remplacé par Joey Styles (ancien commentateur de l'Extreme Championship Wrestling) jusqu'en mai 2006. Ross rétabli, il revient pour WWE Saturday Night's Main Event 2006 et pour WrestleMania 22 à Chicago,, avant de reprendre son poste à temps plein aux commentaires de Raw à partir du 8 mai 2006.
Le contrat de Jim Ross expire en octobre 2006, des doutes planent sur la signature d'un nouveau contrat. Mais en novembre 2006, Ross déclare sur son blog officiel qu'il a signé un nouveau contrat avec la WWE d'une durée d'un an, il continue alors de commenter à Raw. Le 31 mars 2007, Jim Ross est introduit au WWE Hall of Fame par son ami, le catcheur, Stone Cold Steve Austin.

#### Smackdown (2008-2009)
Le 23 juin 2008, lors du WWE Draft 2008, Ross est drafté de Raw vers SmackDown!, tandis que Michael Cole fait le chemin inverse, de SmackDown! vers Raw. Cela met alors fin aux douze années consécutives de Ross en tant que commentateur de WWE Raw. Le jour suivant, Jim Ross poste un communiqué sur son site officiel, expliquant qu'il n'était pas heureux de ce changement et qu'il envisageait de se retirer, en plus du fait qu'il n'avait pas été prévenu du changement, mais qu'il travaillerait « pour faire de SmackDown le meilleur programme produit par la WWE. » (« to make SmackDown the best program the WWE produces. »),.

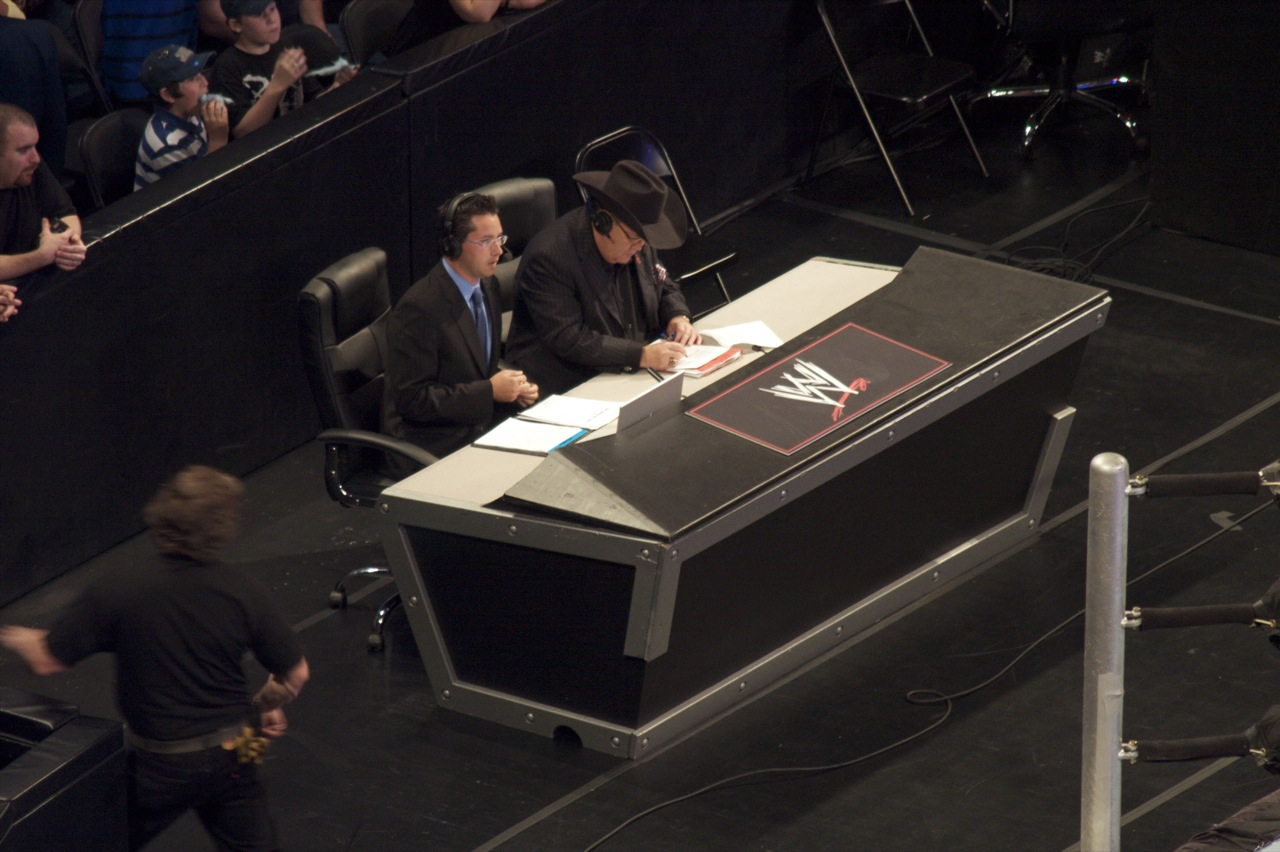
Jim Ross et Todd Grisham à la table des commentateurs de SmackDown!.

Le 23 septembre 2008, lors de l'édition de l'ECW, il remplace Todd Grisham aux commentaires, il est alors associé à Matt Striker le temps d'une soirée.
Le 5 avril 2009, lors de WrestleMania XXV, il est aux commentaires aux côtés de Jerry Lawler et Michael Cole. Il fait une remarque sur le masque de Rey Mysterio, qui représente le Joker, personnage joué par l'acteur Heath Ledger dans le film The Dark Knight : Le Chevalier noir sorti cette année-là. Lorsque Jerry Lawler lui demande si Rey Mysterio rend hommage à Heath Ledger, Jim Ross répond : « Je pense que la carrière de Rey est bel et bien vivante, King. » (« I think Rey’s career is alive and well, King »). Jim Ross s'excuse alors quelque temps après sur son site, en expliquant : « Malgré tout je suis désolé d'avoir offensé n'importe lequel d'entre vous avec mes remarques. » (« Nonetheless I am sorry for offending any of you with my remarks. »).
Avec le départ de Tazz de la WWE, Jim Ross est alors associé au commentateur de l'ECW, Todd Grisham, à SmackDown!. Le 6 octobre 2009 marque la dernière fois où on le voit en tant que commentateur à temps plein pour la WWE.
Jim Ross manque les enregistrements de SmackDown! du 13 octobre 2009, il prend un jour de congé, il s'agit alors de la première fois de sa carrière qu'il prend un jour de congé à la WWE. Sept jours plus tard, le 20 octobre, Ross connait sa troisième paralysie faciale lors d'un voyage vers Columbia, Caroline du Sud, pour un enregistrement de SmackDown!. Il abandonne alors son projet de commenter Bragging Rights 2009, et reçoit alors le soutien de plusieurs superstars de la WWE. En mars 2010, il annonce qu'il a renouvelé son contrat, il travaille alors en tant que consultant pour la WWE,.
Le 15 novembre 2010, lors de l'édition spéciale, « RAW is Old School », de trois heures et en direct, depuis le Giant Center à Hershey, Pennsylvanie, Ross fait une apparition en tant qu'invité spécial. Lors de cette soirée, il retourne à la table des commentateurs, aux côtés de Jerry Lawler et Michael Cole, pour commenter un match opposant Daniel Bryan à Jack Swagger. Jim Ross fait alors sa première apparition télévisée en un an d'absence. Michael Cole insulte Ross durant tout le match ; ce dernier frappe alors Cole sur la tête avec son chapeau avant de partir.

#### Apparitions occasionnelles et rivalité avec Michael Cole (2010-2011)
Le 14 mars 2011, durant l'épisode de Raw au Scottrade Center, à Saint-Louis, Missouri, Ross fait une nouvelle apparition en tant qu'invité spécial. Lors de cette soirée, il tente de raisonner Michael Cole, qui est alors en pleine rivalité face à Jerry Lawler. Il se fait toutefois insulter par Cole, Ross défie alors Michael Cole, mais Jack Swagger intervient et passe à tabac Jerry Lawler, avant de porter son Ankle Lock à Jim Ross.
Ross revient à WrestleMania XXVII pour commenter les quatre derniers matchs de la carte, en incluant le combat opposant Cole à Lawler,. Il apparaît lors du Raw suivant, aux côtés de Jerry Lawler, avec lequel il a commenté les trois derniers matchs de WrestleMania la nuit précédente. Il quitte cependant Raw plus tard dans la soirée, après que Cole a arrosé Ross dans les yeux avec de la sauce barbecue. La semaine suivante, il est manager de Lawler dans son match retour face à Jack Swagger. Jerry Lawler l'emporte, et gagne ainsi l'opportunité de choisir la stipulation pour son match face à Michael Cole pour Extreme Rules 2011. Lawler choisit comme stipulation un Tag Team match, et par ailleurs comme coéquipier, Jim Ross. De son côté, Michael Cole choisit Jack Swagger comme partenaire ; ainsi, Ross termine de commenter le reste de Raw aux côtés de Lawler et Josh Matthews.
Le 18 avril 2011, lors de l'épisode de Raw depuis le Royaume-Uni, durant la cérémonie d'anoblissement de Michael Cole, Ross est forcé d'embrasser le pied, malade et infecté, de Cole, à cause de l'Ankle Lock porté par Jack Swagger.
La semaine suivante à Raw, lors du Draft 2011 de la WWE, Ross affronte Cole dans le seul match n'ayant pas pour but de donner un draft supplémentaire. Ross l'emporte à la suite de la disqualification de Cole, en effet, Jack Swagger intervient lors du match et attaque Jim Ross. Débute alors une bagarre générale entre Swagger, Lawler, Cole, et Ross, mais cette dernière est interrompue lorsque le General Manager anonyme de Raw envoie un message, il transforme alors le match par équipe, qui opposait Cole / Swagger à Lawler / Ross, prévu à Extreme Rules 2011, en Country Whippin' Match (une sorte de strap match), le second de la carrière de Jim Ross. Lors d'Extreme Rules, Jim Ross et Lawler perdent leur match, à la suite d'un Roll-Up de Michael Cole sur Jim Ross.
Le 22 mai 2011, il revient à la télévision lors d'Over the Limit 2011, avec l'une de ses propres sauces barbecue afin de se venger de Cole, qui lui avait envoyé de la sauce barbecue dans les yeux des mois auparavant. Profitant du Kiss my foot match opposant Cole à Lawler, il intervient et verse la sauce barbecue sur le crâne de Cole, ainsi que sur ses vêtements. Bret Hart fait alors une apparition surprise et porte son sharpshooter sur Michael Cole durant le match, l'obligeant ainsi à embrasser le pied de Jerry Lawler. Après le match, Ross rejoint la table des commentateurs, aux côtés de Josh Mathews et Booker T, afin de commenter le "I Quit" match entre John Cena et The Miz.

#### Retour à RAW, apparitions diverses, commentateur et renvoi (2011-2013)
Le 25 juillet 2011, Triple H, nouveau président de la WWE à la suite de la destitution de Vince McMahon, annonce qu'il ré-engage Jim Ross en tant que commentateur à plein temps de WWE Raw. Michael Cole refuse de travailler avec lui, il quitte alors la salle de spectacle. Ce retour à plein temps reforme également le célèbre duo de commentateurs de Raw, Jerry Lawler et Jim Ross,, Jim Ross a commenté Hell in a Cell au côté de Michael Cole et Booker t . Le soir du 3 octobre 2011 à Raw, Jim Ross, ainsi que tous les catcheurs, les arbitres, et les divas de la WWE quittent la salle après avoir exprimé leur mécontentement vis-à-vis de la gestion de Triple H; Ross est le dernier à quitter la salle sous le regard de Triple H. La semaine suivante, Vince McMahon fait son retour, il explique à Triple H qu'il n'est plus président de la WWE, ne voulant pas que cette dernière ne sombre. C'est ce soir là qu'il nomme un General Manager par intérim, John Laurinaitis, le chargé des relations avec les talents. Plus tard dans la soirée, Laurinaitis, présent sur le ring, appelle Jim Ross pour lui expliquer que c'est bien à Triple H qu'il doit son retour, et qu'il l'a malgré tout abandonné. John Laurinaitis l'insulte d'ingrat, puis il déclare que Jim Ross est renvoyé de la WWE, moins de trois mois après son retour.
Le 17 octobre, le General Manager par intérim organise un match en main event, John Cena en équipe avec Jim Ross face à Michael Cole et Alberto Del Rio, si l'équipe de Cena gagne, ce dernier peut alors choisir la stipulation de son choix pour son match pour le titre à  WWE Vengeance 2011. L'équipe composée de John Cena et Jim Ross l'emporte. Lors du WWE Raw suivant, Michael Cole lance un défi pour la semaine suivante, un match entre lui-même et Ross. Si Ross gagne, il retrouve son poste et Cole démissionne. Mais Michael Cole gagne donc Jim Ross démissionne donc. Il revient a WrestleMania XXVIII pour commenter le match de The Undertaker et Triple H. Il est annoncé pour le 1000 épisode de raw. Il revient pour remplacer Jerry Lawler.
En 2013, la WWE annonce le départ de Jim Ross de la fédération.

#### Retour à la WWE et départ (2017-2019)
Jim Ross fait son retour à la WWE le 2 avril 2017 à WrestleMania 33 en commentant le No Holds Barred Match entre Roman Reigns et The Undertaker. Peu après WrestleMania, Ross annonce qu'il a signé un contrat de deux ans avec la compagnie. Durant l'été il commente, aux côtés de Lita, le Mae Young Classic. Le 22 janvier 2018 a lieu 25 Years of Raw, Le duo Jim Ross/Jerry Lawler fait donc son retour pour commenter la deuxième partie de l'événement au Manhattan Center. Le 8 avril 2018, lors de WrestleMania 34, il commente la quatrième édition de la Battle Royale En l'Honneur d'André Le Géant, aux côtés de Jerry Lawler et Byron Saxton.
Son dernier contrat signé en 2017 d'une durée de deux ans a expiré à la fin de mars 2019.

#### Débuts à laAll Elite Wrestling, commentateur et Conseiller Principal (2019-...)
Le 2 avril 2019 lors du dixième épisode de The Road to Double or Nothing, Cody Rhodes annonce  que Jim Ross a officiellement signé un contrat avec la All Elite Wrestling. Le WWE Hall of Famer rejoindra la table des commentateurs, aux côtés de Excalibur et Alex Marvez (en). Dans un communiqué officiel, il est également précisé que Jim Ross a signé un contrat de trois ans ainsi que son rôle dans la compagnie : Conseiller Principal (Senior Advisor).[réf. nécessaire]

## Carrière de catcheur
Jim Ross est surtout connu pour sa carrière de commentateur, bien que certaines fois, il tient des rôles, non plus derrière la table des commentateurs, mais bien sur le ring. Ross a en effet participé à plusieurs matchs et plusieurs grands moments.
Jim Ross a été inclus dans plusieurs rivalités et conflits avec de nombreuses superstars, comme Triple H, Val Venis, Jack Swagger, Vladimir Kozlov, Mankind, Stone Cold Steve Austin, Kane ou encore Eric Bischoff. Bien que la plupart du temps, il catche en équipe avec Jerry Lawler, il lui est arrivé de se battre seul face à des catcheurs.
Lors de l'édition de Raw is War du 11 octobre 1999, au Georgia Dome d'Atlanta, il fait équipe avec Stone Cold Steve Austin, face au champion WWF de l'époque, Triple H, et sa coéquipière Chyna, match que Ross et Stone Cold remportent.
Mais l'un des moments les plus importants de sa « carrière » de catcheur, est le soir du 17 février 2003 à Raw, où il est dans le main event face au General Manager de l'époque, Eric Bischoff, dans un No Holds Barred match. Bischoff remporte le match, et Jim Ross finit inconscient sur le ring. Quelques mois après, le 14 juillet 2003 à Raw, Ross fait l'interview de Kane, ce dernier l'arrose de produits inflammables et lui met le feu. Deux mois plus tard, lors du pay-per-view, Unforgiven 2003, il fait équipe avec Jerry Lawler face à l'équipe composée de Jonathan Coachman et Al Snow, pour savoir quel duo officierait à la table des commentateurs de Raw. Ross et Lawler perdent le match à la suite d'une intervention de Chris Jericho, mais ils reprennent leur poste de commentateurs de Raw, deux semaines plus tard, à la suite de la victoire de Jim Ross sur Coachman dans un Country Whippin' match (une sorte de strap match), où il porte un stunner en guise de prise de finition.
Le 18 avril 2005, à Raw, marque certainement la plus grande victoire de Jim Ross, lors de cette soirée il bat Triple H dans un match sans disqualification. Lors de ce match, il faut noter qu'il a bien été aidé par Batista, qui est intervenu en sa faveur.
À Raw, le 25 avril 2011, Jim Ross bat Michael Cole par disqualification à la suite de l'attaque de Jack Swagger sur sa personne. Lors du pay-per-view, Extreme Rules 2011, il est associé à Jerry Lawler face à Michael Cole et Jack Swagger, mais ils perdent le Country Whippin' Match par équipe.

## Vie privée
Jim est marié à son épouse Jan et a deux filles (d'un précédent mariage) et deux petites-filles.
Il souffre de la paralysie de Bell, qui a parfois comme conséquence la paralysie provisoire des muscles faciaux. Durant sa carrière, Jim Ross est victime de 3 paralysies faciales, la première en 1994, la seconde en 1998 et la dernière en date en 2009,. Vers la fin de 1998, à la suite de la mort de sa mère, Ross est victime de sa seconde paralysie faciale, il fait une pause à WWE Raw, c'est alors Michael Cole qui le remplace. En dépit de son état, Ross s'est établi en tant qu'un des plus grands commentateurs de lutte, souvent comparé à Gordon Solie, un grand commentateur de lutte professionnelle.
En 2007, incité par les ventes de sa ligne des sauces à barbecue et des produits de bœuf, Ross a ouvert le J.R.'s Family Bar-B-Q, une rôtisserie à Norman, Oklahoma. Il ferme cependant sa rôtisserie lors du mois de mai 2010 après 3 ans,, certains évoquent alors des raisons financières.
Jim Ross est un grand fan de l'équipe de football américain les Oklahoma Sooners.

## Palmarès
- Pro Wrestling Illustrated
  - Stanley Weston Award en 2002[68]
- Cauliflower Alley Club
  - Art Abrams Lifetime Achievement Award en 2010[69]
- World Wrestling Entertainment
  - WWE Hall of Fame en 2007[70]
- Wrestling Observer Newsletter awards
  - Meilleur commentateur (1988 à 1993, 1998 à 2001, 2006, 2007)[71]
  - Pire rivalité de l'année (2005 vs. La famille McMahon)[71]
  - Membre du Wrestling Observer Hall of Fame (1999)[72]

## Sources et références
- (en) Cet article est partiellement ou en totalité issu de l’article de Wikipédia en anglais intitulé « Jim Ross » (voir la liste des auteurs).

1. 1 2 3 4 5 6  (en) John M. Milner, « Biographie de Jim Ross », SLAM! Wrestling (consulté le 2 juillet 2011)
2. ↑  (en) « Happy New Year Everyone! Lots of Feedback Answered Today… Life Goes On… and So Does Work… », www.jrsbarbq.com (consulté le 2 juillet 2011)
3. 1 2 3 4 5 6  (en) Jeremy Thomas, « Jim's Biography », 411mania.com, 18 juin 2010 (consulté le 7 juillet 2011)
4. 1 2  (en) Buddy Huggins Productions & Extreme Midsouth Wrestling, « History of Mid-South Wrestling/Universal Wrestling Federation » (consulté le 2 juillet 2011)
5. 1 2 3 4 5 6  (en) « Profil Jim Ross », obsessedwithwrestling.com (consulté le 2 juillet 2011)
6. ↑  « Histoire de la NWA », willywrestlefest.fr (consulté le 2 juillet 2011)
7. ↑  (en) « Eric Bischoff Bio », SLAM! Wrestling (consulté le 2 juillet 2011)
8. ↑  (en) « Résultats WrestleMania IX », Prowrestling.com (consulté le 7 juillet 2011)
9. ↑  (en) « Résumé WrestleMania IX », obsessedwithwrestling.com (consulté le 7 juillet 2011)
10. ↑  (en) Tim Hornbaker, « Biographie de Bobby Heenan », Legacyofwrestling.com (consulté le 7 juillet 2011)
11. ↑  (en) « Résultats King of The Ring 1993 », Hoffco, Inc., 2005 (consulté le 7 juillet 2011)
12. ↑  (en) « Résultats SummerSlam 1993 », Rajah.com (consulté le 7 juillet 2011)
13. ↑  (en) « Résultats Survivor Series 1993 », Hoffco, Inc. (consulté le 7 juillet 2011)
14. ↑  (en) « Résultats Royal Rumble 1994 », 411mania.com (consulté le 7 juillet 2011)
15. 1 2 3 4  « Paralysies de Jim Ross », wwe-superstars.fr (consulté le 7 juillet 2011)
16. ↑  (en) « Jim's Bells Palsy Attack », Wrestlingnewsworld (consulté le 7 juillet 2011)
17. ↑  (en) « Polémique 1994 - Vince McMahon », obsessedwithwrestling.com (consulté le 8 juillet 2011)
18. ↑  (en) « Résultats WrestleMania XI », Hoffco, Inc. (consulté le 8 juillet 2011)
19. ↑  (en) « Résultats Survivor Series 1997 », Hoffco, Inc. (consulté le 8 juillet 2011)
20. ↑  (en) « Résultats WrestleMania XV », Hoffco, Inc. (consulté le 8 juillet 2011)
21. 1 2 3 4 5  (en) « Commentateurs de la WWF », 100megsfree4.com (consulté le 8 juillet 2011)
22. ↑  (en) Jason Taylor, « JR, the best in the world at what he does », bleacherreport.com, 30 mars 2010 (consulté le 10 juillet 2011)
23. ↑  (en) « WCW History », 100megsfree4.com (consulté le 9 juillet 2011)
24. ↑  (en) « Poste de JR », Allwwewrestlers.com (consulté le 9 juillet 2011)
25. ↑  (en) « Résultats Saturday Night's Main Event 2006 », wwfchamps.com (consulté le 9 juillet 2011)
26. ↑  (en) « Résultats WrestleMania 22 », wwfchamps.com (consulté le 9 juillet 2011)
27. ↑  (en) « JR confirme la signature du contrat », J.R.'s Family Bar-B-Q (consulté le 9 juillet 2011)
28. ↑  (en) Adam Martin, « Hall of Fame 2007 », wrestleview.com (consulté le 9 juillet 2011)
29. ↑  (en) James Vermillion, « A Draft disaster », wwe.com, 23 juin 2008 (consulté le 11 juillet 2011)
30. ↑  (en) Jim Ross, « J.R.’s post draft thoughts... », J.R.'s Family Bar-B-Q, 24 juin 2008 (consulté le 11 juillet 2011)
31. ↑  (en) Jim Ross, « Upon Further Review... », J.R.'s Family Bar-B-Q, 24 juin 2008 (consulté le 11 juillet 2011)
32. ↑  (en) « Résultats ECW du 23/09/2008 », thetvstop.com (consulté le 11 juillet 2011)
33. ↑  (en) Robert Leighty Jr., « Résumé WrestleMania XXV », 411mania.com, 13 février 2010 (consulté le 11 juillet 2011)
34. ↑  (en) Jim Ross, « Jim Ross s'excuse », J.R.'s Family Bar-B-Q, 8 avril 2009 (consulté le 11 juillet 2011)
35. ↑  (en) Michael The Amazing, « Jim Ross, Matt Striker, Byron Saxton, Oh My!! », bleacherreport.com, 2 novembre 2009 (consulté le 11 juillet 2011)
36. 1 2  (en) Jim Ross, « J.R. Update...Wednesday...Down For Now...But Not Out », J.R.'s Family Bar-B-Q, 21 octobre 2009 (consulté le 11 juillet 2011)
37. ↑  (en) Mike Mooneyham, « Jim Ross staying in WWE », postandcourier.com, 6 juin 2010 (consulté le 11 juillet 2011)
38. ↑  (en) Jim Ross, « A Decision Has Been Made », J.R.'s Family Bar-B-Q, 28 mai 2010 (consulté le 11 juillet 2011)
39. 1 2  (en) Shawn Moniz, « WWE “Old School” Raw Results », wrestlingnewsarena.com, 15 novembre 2010 (consulté le 11 juillet 2011)
40. 1 2  (en) « Résultats Raw du 14 mars 2011 », 24wrestling, 15 mars 2011 (consulté le 27 juillet 2011)
41. ↑  (en) Adam Wells, « Jim Ross returns at WrestleMania XXVII », bleacherreport.com, 4 avril 2011 (consulté le 27 juillet 2011)
42. ↑  (en) Christopher Gates, « Wrestlemania XXVII: Announcer Situation And Order Of (Some) Matches », SB Nation Minnesota (consulté le 27 juillet 2011)
43. 1 2  « Résultats RAW du 4 avril 2011 », willywrestlefest.fr (consulté le 27 juillet 2011)
44. 1 2   « Resultats du RAW du 11 avril 2011 », willywrestlefest.fr (consulté le 27 juillet 2011)
45. ↑  Cassidy Haslett, « Résultats du RAW du 18 avril 2011 », Wrestling 101, 19 avril 2011 (consulté le 27 juillet 2011)
46. 1 2 3   (en) Cassidy Haslett, « Resultats du RAW du 25 avril 2011 », Wrestling 101, 25 avril 2011 (consulté le 27 juillet 2011)
47. 1 2  (en) Rick Rockwell, « Extreme Rules 2011 : R-Truth claims conspiracy, Michael Cole outsmarts Ross », examiner.com, 1er mai 2011 (consulté le 27 juillet 2011)
48. 1 2  (en) « Résultats Over The Limit 2011 », 24wrestling, 23 mai 2011 (consulté le 27 juillet 2011)
49. ↑  (en) Greg Adkins, « Monday Night RAW Results: July 25, 2011 », WWE.com, 25 juillet 2011 (consulté le 27 juillet 2011)
50. ↑  « Résultats RAW du 25 juillet 2011 », WWE.fr, 26 juillet 2011 (consulté le 27 juillet 2011)
51. ↑  (en) « Monday Night RAW Results: July 25, 2011 », 24wrestling, 26 juillet 2011 (consulté le 27 juillet 2011)
52. ↑  « Resultats Monday Night RAW - 3 octobre 2011 », willywrestlefest (consulté le 25 octobre 2011)
53. 1 2  « Resultats Monday Night RAW - 10 octobre 2011 », willywrestlefest (consulté le 25 octobre 2011)
54. 1 2  « Resultats Monday Night RAW - 17 octobre 2011 », willywrestlefest (consulté le 25 octobre 2011)
55. ↑  « Resultats Monday Night RAW - 24 octobre 2011 », willywrestlefest (consulté le 25 octobre 2011)
56. ↑  (en) « Résultats RAW - 11/10/1999 », pwwew.net (consulté le 28 juillet 2011)
57. 1 2  (en) « Résultats RAW - 17/02/2003 », onlineworldofwrestling.com (consulté le 28 juillet 2011)
58. ↑  (en) « Résultats RAW - 14/07/2003 », onlineworldofwrestling.com (consulté le 28 juillet 2011)
59. 1 2  (en) « Résultats Unforgiven 2003 », wrestling101 (consulté le 28 juillet 2011)
60. ↑  (en) « Résultats RAW - 29/09/2003 », onlineworldofwrestling.com (consulté le 28 juillet 2011)
61. 1 2  (en) « Résultats RAW - 18/04/2003 », onlineworldofwrestling.com (consulté le 28 juillet 2011)
62. ↑  Pour des témoignages sur la carrière de Jim Ross, il suffit de regarder la vidéo d'introduction de Ross dans la promotion du WWE Hall of Fame 2007 dans une partie du DVD de WrestleMania 23.
63. ↑  (en) Jim Ross, « J.R.’s to Open in Mid July.. The Sopranos.. Jackass.. Baltimore Memories.. Seasoning Ribs.. Razor-HBK Ladder Matches.. Waylon Me », J.R.'s Family Bar-B-Q, 18 juin 2007 (consulté le 27 juillet 2011)
64. ↑  (en) Ryan Clark, « Jim Ross Closes 'JR's Family BBQ' Restaurant », wrestlinginc.com, 17 mai 2010 (consulté le 27 juillet 2011)
65. ↑  (en) Larry Csonka, « Jim Ross Discusses Closing JR’s Family BBQ Restaurant », 411mania.com, 17 mai 2010 (consulté le 27 juillet 2011)
66. ↑  (en) Ashley Horning, « JR’s Bar-B-Q burns out of business », oudaily.com, 20 mai 2010 (consulté le 27 juillet 2011)
67. ↑  (en) Jim Ross, « Jim Ross' Blog: OU - Oklahoma State (from OUInsider.com) », J.R.'s Family Bar-B-Q, 28 novembre 2008 (consulté le 27 juillet 2011)
68. ↑  (en) « Pro Wrestling Illustrated Award Winners », 100megsfree4.com (consulté le 11 juillet 2011)
69. ↑  (en) Steven Johnson, « Ross, DiBiase lead parade of honorees at CAC banquet », SLAM! Wrestling (consulté le 11 juillet 2011)
70. ↑  (en) « WWE Hall of Fame - Année par année », onlineworldofwrestling.com (consulté le 11 juillet 2011)
71. 1 2  (en) « Wrestling Observer Newsletter Awards », brinkster.com (consulté le 11 juillet 2011)
72. ↑  (en) « Wrestling Observer Newsletter Hall of Fame », brinkster.com (consulté le 11 juillet 2011)